# Zariadris

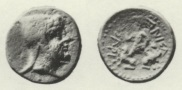
Monedas del tiempo de Zariadis

Zariadris de Armenia Sofene (Ζαρίαδρις/Zaríadris) fue un sátrapa y después rey de Sofene.
En el 212 a. C., la reina Antióquide de Armenia asesinó a su marido el sátrapa-rey Jerjes de Armenia que conspiraba contra Antíoco III el Grande. La situación no debía de estar clara; Antióquide y Jerjes no tuvieron hijos y la herencia correspondía al hermano de Jerjes, Abdisares, que se proclamó rey en la región de Sofene; su hermano Orontes, lo hizo más al noreste o quizás fue asociado por su hermano con el encargo de gobernar la propia Armenia. Antióquide seguramente se quedó con Samosata y Comagene, que después fue erigido en un principado seléucida. Antíoco no podía dejar pasar esta revuelta, y algún tiempo después, hacia el 210 a. C. envió dos generales a someter a los «rebeldes». Zariadris se ocupó de la zona del suroeste, más cercana a Siria y más accesible. En una fecha incierta entre 211 y 210 a. C., Zariadris entró en Samosata, eliminó a Abdisares, y se proclamó sátrapa y estratego de la Armenia Sofene o Menor. Entonces su hermano Orontes, que no se sabe si era rey asociado o simple gobernador, en cualquier caso, se abrogó la sucesión real como Orontes IV. Otro general, Artaxias, ya estaba no obstante haciendo lo mismo que había hecho Zariadris, pero con más dificultades en Armenia, la capital de la cual era Armavir. Hacia el 201 a. C., Artaxias también había eliminado a Orontes y ya gobernaba Armenia (Mayor) como sátrapa-estratego.
En el 189 a. C., Antíoco fue derrotado por las fuerzas romanas. Zariadris y Artaxias abandonaron a su rey y se abrogaron casi al mismo tiempo el título real. Zariadris gobernó en Sofene, Acilisene y Odomantis con capital en Carcatiocerta. Inició la dinastía de los zariádridas.